# Velîki Osneakî, Ripkî
Velîki Osneakî (în ucraineană Великі Осняки) este un sat în comuna Sîberej din raionul Ripkî, regiunea Cernihiv, Ucraina.

## Demografie
Componența lingvistică a localității Velîki Osneakî
     Ucraineană (96,92%)
     Rusă (3,08%)
Conform recensământului din 2001, majoritatea populației localității Velîki Osneakî era vorbitoare de ucraineană (96,92%), existând în minoritate și vorbitori de rusă (3,08%).